# Прищепюк Андрій Миколайович
Андрі́й Микола́йович Прищепю́к (Прищеп'юк) (псевдо: «Батя», «Шершень»; нар. 12 жовтня 1974 — пом. 9 серпня 2014) — український військовик, командир розвід групи 5-го окремого батальйону Добровольчого Українського Корпусу «Правий сектор».

## Життєпис
Народився 1974 року в місті Івано-Франківськ. Закінчив івано-франківську ЗОШ № 22. Офіцер, десантник. Останні роки жив та працював у Києві.
Активіст Самооборони Майдану. Вступив до лав «Правого сектора», псевдо «Батя», «Шершень». Командир розвідгрупи корпусного підпорядкування.
Загинув у бою в районі Міусинська (за іншими джерелами поблизу кургану Савур-Могила) в прикордонній зоні. Розвідгрупа потрапила в засідку.
Був тимчасово похований у смт шахти Новопавлівська (околиця м. Красний Луч) разом з десантником 95-ї окремої аеромобільної бригади Віталієм Галянтом. Тіло воїна ідентифіковано 26 грудня 2014-го серед похованих у Запоріжжі невідомих героїв АТО. 31 січня 2015 року після прощання в Українському домі героя перепоховали в Києві.
Залишились двоє дітей — син Андрій і дочка Тетяна.

## Нагороди та вшанування
- Орден «За мужність» III ступеня (посмертно) — нагороджено Указом Президента України № 373/2017 від 17 листопада 2017 року, за громадянську мужність, самовіддане відстоювання конституційних засад демократії, прав і свобод людини, виявлені під час Революції Гідності, особисті заслуги у захисті державного суверенітету та територіальної цілісності України[2].
- Відзнака ДУК «Правий сектор» «Бойовий Хрест Корпусу» (посмертно, № відзн. 002. Наказ № 80/17 від 16 грудня 2017 року).
- В Івано-франківській ЗОШ № 22 відкрито меморіальну дошку випускникові Андрію Прищепюку.[3]
- його портрет розміщено на меморіалі «Стіна пам'яті полеглих за Україну» в Києві: секція 2, ряд 10, місце 18.
- 25 червня 2019 року відкрито та освячено меморіальну дошку біля будинку на проспекті Лісовому, 12, де жив Андрій Прищепюк.
- вшановується 9 серпня на щоденному ранковому церемоніалі вшанування захисників України, які загинули за свободу, незалежність і територіальну цілісність нашої держави[4].